# Xylobium
Xylobium, abbreviated Xyl in horticultural trade, là một chi thực vật trong họ Orchidaceae. Nó chứa khoảng 31 species bản địa của tropical America.